# Tweede Kamerverkiezingen 2010/Kandidatenlijst/Lijst 17
De kandidatenlijst voor de Tweede Kamerverkiezingen 2010 van Lijst 17.

## De lijst
1. Lot Feijen - 6.064
2. Wing Che Wong - 365
3. Nachshon Rodrigues Pereira - 96
4. Marisja Groen - 84
5. Stephen Arts - 43
6. Michiel Andeweg - 36
7. Mark Meijs - 57
8. Zoey Planjer - 54
9. Jantien Dekker - 61
10. Mirjam van den Biggelaar - 66
11. Marieke Bakker - 37
12. Jessica Bode - 25
13. Edwin Rasser - 18
14. Teun van Gelder - 32
15. Robbin Pruijn - 6
16. Thijs Krens - 21
17. Ronald Glim - 53
18. Stella Mooijman - 33
19. Ali Lotfi - 19
20. Fransie Becker - 18
21. Sebastiaan Andeweg - 11
22. Daniel Asscher - 7
23. Annelot Bakx - 14
24. Pelle van den Bemt - 9
25. Robert Blokker - 20
26. Marjolijn Hulsbos - 12
27. Gerben Hulsegge - 11
28. Pim Lentjes - 8
29. Tommie Lentjes - 11
30. Kim Otten - 7
31. Jocelyn Petter - 11
32. Shalinie Sukhraj - 22
33. Rutger Verburg - 12
34. Patricia de Wit - 113

CDA · PvdA · SP · VVD · PVV · GroenLinks · ChristenUnie · D66 · PvdD · SGP · Nieuw Nederland · TON · MenS · Heel Nederland · Partij één · Lijst 17 · Piratenpartij · Lijst 19 (EPN)